# All You Need Is Me
All You Need Is Me  un brano del cantante inglese Morrissey.
Pubblicato anche come singolo il 2 giugno del 2008 dalla Polydor/Decca, il disco raggiunse la posizione numero 24 della Official Singles Chart.
Utilizzato per promuovere la raccolta Greatest Hits, il singolo è contenuto anche nell'album Years of Refusal.

## Realizzazione
Scritto in collaborazione con il chitarrista Jesse Tobias e prodotto da Jerry Finn, il brano venne proposto in anteprima durante lo show statunitense Last Call with Carson Daly, il 10 ottobre del 2008.
Le b-sides utilizzate nelle varie versioni del singolo sono Children in Pieces e My Dearest Love, entrambe registrate a Los Angeles e prodotte da Gustavo Santaolalla (compositore argentino e vincitore di due Oscar alla migliore colonna sonora per I segreti di Brokeback Mountain e Babel) e la cover di David Bowie, Drive-In Saturday (dall'album Aladdin Sane, del 1973), registrata dal vivo a Omaha l'11 maggio del 2007.
La foto di Morrissey in copertina è stata realizzata da Jake Walters. Il videoclip promozionale, diretto da Patrick O'Dell, ritrae Morrissey e la sua band che passeggiano in un giardino di Los Angeles, intervallato da immagini dei singoli musicisti con i loro strumenti, in quello che sembra essere uno studio di registrazione.

## Tracce
- UK CD

1. All You Need Is Me - 3:11
2. Children in Pieces - 4:00

- UK 7"#1

1. All You Need Is Me - 3:11
2. Drive-In Saturday (live at Omaha, 11 maggio 2007) - 4:05

- UK 7"#2

1. All You Need Is Me - 3:11
2. My Dearest Love - 3:57

## Formazione
- Morrissey – voce
- Solomon Walker - basso
- Boz Boorer - chitarra
- Jesse Tobias - chitarra
- Matt Walker - batteria
- Roger Manning - tastiere
- Michael Farrell – tastiere (su Death of a Disco Dancer)